# IPhone XR
iPhone XR (стилизовано как Xʀ, «X») — смартфон корпорации Apple, использующий процессор Apple A12 Bionic который содержит 7 миллиардов транзисторов и операционную систему iOS 12 (на старте продаж), представленный 12 сентября 2018 года вместе с более дорогим iPhone XS.
iPhone XR стал самой продаваемой моделью Apple в 2018 году и получил положительный приём. Он также стал самым продаваемым и самым популярным смартфоном в мире в третьем квартале 2019 года. По состоянию на сентябрь 2020 года iPhone XR было продано 77,4 миллиона единиц по всему миру, что сделало его восьмым самым продаваемым смартфоном за все время.

## Характеристики
Смартфон оснащен ЖК-дисплеем Liquid Retina HD диагональю 6,1 дюйма, а также новым передовым процессором Apple A12 Bionic. Имеет тыльную камеру 12 Мп с оптической стабилизацией изображения и фронтальную камеру TrueDepth 7 Мп. Обе камеры поддерживают режим «Портрет», функцию портретного освещения, функцию «Глубина» и Smart HDR. Поддерживает Nano-SIM и eSIM на международном уровне.
В настоящее время iPhone XR является самым доступным устройством в линейке устройств Apple iPhone X.
Телефон представлен в шести цветах: жёлтый, белый, коралловый, черный, синий, а также Product Red.
В августе 2019 года компания Apple заявила, что при самостоятельной установке батареи на новые модели iPhone XR, iPhone XS и iPhone XS Max — устройства будут сообщать об ошибке. Таким образом, смена батареи возможна только в авторизованных сервисных центрах Apple.

## Программное обеспечение
Операционная система iPhone XR — iOS 12, которая была официально выпущена 17 сентября 2018 года.

## Скорость беспроводной связи
| Тип сотовой сети/беспроводной технологии | Класс             | Частоты, на которых работает сеть | Максимальная скорость Downlink (Mbps) | Максимальная скорость Uplink (Mbps) | Современность        |
| ---------------------------------------- | ----------------- | --------------------------------- | ------------------------------------- | ----------------------------------- | -------------------- |
| GPRS                                     | 2G (2.5G)         | 850, 900, 1800, 1900 МГц          | 0.04                                  | Неизвестно                          | Технология устарела  |
| EDGE                                     | 2G (2.75G)        | 850, 900, 1800, 1900 МГц          | 0.38                                  | Неизвестно                          | Технология устарела  |
| UMTS                                     | 3G                | 850, 900, 1900, 2100 МГц          | 3.6                                   | Неизвестно                          | Технология актуальна |
| HSDPA/HSUPA                              | 3G (3.5G)         | 850, 900, 1900, 2100 МГц          | 14.4                                  | 5.7                                 | Технология актуальна |
| HSPA+                                    | 3G (3.75G)        | 850, 900, 1900, 2100 МГц          | 21                                    | 5.7                                 | Технология актуальна |
| DC-HSDPA                                 | 3G (3.95G)        | 850, 900, 1900, 2100 МГц          | 84                                    | 5.7                                 | Технология актуальна |
| CDMA EV-DO Rev. A                        | 3G (3.5G)         | 800, 1900 МГц                     | 3.1                                   | 1.8                                 | Технология актуальна |
| CDMA EV-DO Rev. B                        | 3G (3.5G)         | 800, 1900 МГц                     | 4.9                                   | 2.4                                 | Технология актуальна |
| LTE                                      | 4G (4.0G)         | 800, 1900, 2600 МГц               | 600                                   | 600                                 | Технология актуальна |
| Wi-Fi                                    | 802.11 a/b/g/n/ac | 2,4 ГГц и 5 ГГц                   | 866                                   | 866                                 | Технология актуальна |
| Bluetooth 5.0                            | 802.15.4          | 2,4 ГГц                           | 1.0                                   | 1.0                                 | Технология актуальна |